# Liste des pièces de collection monégasques en euro
Une pièce de collection monégasque en euro est une pièce de monnaie libellée en euro et émise par Monaco mais qui n'est pas destinée à circuler.  Elle est principalement destinée aux collectionneurs.
Les pièces en euro de collection de la principauté de Monaco sont frappées par La Monnaie de Paris (MDP) en France.
La frappe étant dépendante du volume de monnaie française émis, il n'existe pas de programme régulier annuel d'émission comme dans d'autres pays de la zone euro. Les tirages sont souvent confidentiels (quelques milliers d'exemplaires).

## Rainier III (1949-2005)
Année 2002
- 20 euros or (900/1000) Rainier III Prince de Monaco. 21 mm . 6,45 g . frappe: 3 500 exemplaires (be).

Année 2003
- 10 euros argent (900/1000) Rainier III - Albert Prince héréditaire . 37 mm . 25 g . frappe: 4 000 exemplaires (be).

- 100 euros or (900/1000) Rainier III Prince de Monaco. 35 mm . 32 g . frappe: 1 000 exemplaires (be).

Année 2004
- 5 euros argent (900/1000) Sainte Dévote (304-2004). 29 mm . 12 g . frappe: 14 999 exemplaires (be).

## Albert II (2005-)
Année 2005
- 10 euros or (900/1000) En mémoire de Rainier III (1949-2005). 18 mm . 3,22 g . frappe: 3 313 exemplaires (be).

Année 2008
- 5 € argent (900/1000) Deo Juvante. 29 mm . 12 g . frappe: 9 000 exemplaires (bu).

- 20 € or (900/1000) Principauté de Monaco . 21 mm . 6,45 g . frappe: 3 000 exemplaires (be).

Année 2011
- 10 € argent (900/1000) Mariage du Prince Albert II avec Charlene Wittstock. 37 mm . 25 g . frappe : 4 000 exemplaires (be).